# Legalise Drugs and Murder
Legalise Drugs and Murder es un casete promocional publicado en octubre de 2012 por la banda Electric Wizard. Fue lanzado como regalo junto a la edición n.º 228 de la revista británica Terrorizer.

## Contenido
- "Legalise Drugs & Murder" y "Murder & Madness", grabadas a fines de 2011 y extraídas del EP Legalise Drugs & Murder.
- "Satyr IX", demo remasterizado en 2012 de la canción homónima incluida en el álbum Black Masses.
- "Patterns of Evil", versión remezclada en 2012 del tema homónimo incluido en Black Masses.
- "Lucifer (We've Gone Too Far)", canción inédita. Outtake de las sesiones de grabación de Legalise Drugs & Murder.
- "Our Witchcult Grows....", outro inédito.

## Lista de canciones
Todas las canciones escritas por Jus Oborn y Liz Buckingham.
| Lado A |                           |          |  |
| N.º    | Título                    | Duración |  |
| 1.     | «Legalise Drugs & Murder» |          |  |
| 2.     | «Satyr IX»                |          |  |
| 3.     | «Murder & Madness»        |          |  |

| Lado B |                                |          |  |
| N.º    | Título                         | Duración |  |
| 1.     | «Patterns of Evil»             |          |  |
| 2.     | «Lucifer (We've Gone Too Far)» |          |  |
| 3.     | «Our Witchcult Grows....»      |          |  |

## Créditos
- Producido y mezclado por Jus Oborn.